# Slaget om Grækenland
Slaget om Grækenland (også kendt som Unternehmen Marita) var et felttog under 2. Verdenskrig, som fandt sted på det græske fastland og i det sydlige Albanien. Slaget blev udkæmpet mellem Grækenland, Storbritannien og Commonwealth of Nations på den ene side og Nazityskland, Italien og Bulgarien på den anden. Sammen med slaget om Kreta og en række træfninger til søs udgør slaget om Grækenland den ægæiske del af Balkanfelttoget under 2. Verdenskrig.
Slaget om Grækenland anses normalt for at være en fortsættelse af den Græsk-italienske krig, som begyndte, da italienske tropper invaderede Grækenland den 28. oktober 1940. I løbet af få uger blev italienerne fordrevet fra græsk område, og græske styrker trængte ind og besatte en stor del af det sydlige Albanien. I marts 1941 slog en stor italiensk modoffensiv fejl, og Tyskland blev tvunget til at komme sin allierede til hjælp. Unternehmen Marita begyndte den 6. april 1941, da tyske tropper invaderede Grækenland via Bulgarien i et forsøg på at sikre sin sydlige flanke. Græske og commonwealthstyrker forsvarede græsk område med stor ihærdighed, men var i stort undertal og ringere bevæbnet, og brød til sidst sammen. Athen faldt den 27. april. Det lykkedes for briterne af evakuere omkring 50.000 soldater.
Felttoget i Grækenland sluttede med en hurtig og fuldstændig tysk sejr, da Kalamata på Peloponnes faldt. Felttoget var overstået på 24 dage. Alligevel har repræsentanter for såvel Tyskland som de Allierede udtrykt deres beundring for de græske soldaters kraftige modstand.
Nogle historikere anser det tyske felttog i Grækenland som afgørende for det senere forløb af 2. Verdenskrig og hævder, at det i fatal grad forsinkede Operation Barbarossa – Aksemagternes angreb på Sovjetunionen. Andre mener, at felttoget ikke havde noget betydning for felttoget i Sovjetunionen, og anser den britiske intervention i Grækenland for et håbløst foretagende, en "politisk og sentimental beslutning" og endda en "klar strategisk fejltagelse".

## Forspil

### Græsk-italienske krig
| „ | Hitler stiller mig altid over for et fait accompli. Denne gang vil jeg give igen med samme mønt. Han kommer til at læse i aviserne, at jeg har besat Grækenland. | “ |
|   | — Benito Mussolini i samtale med Grev Ciano |   |

Ved udbruddet af 2. Verdenskrig forsøgte den græske statsminister Ioannis Metaxas at fastholde Grækenlands neutralitet. Grækenland blev imidlertid i stigende grad sat under pres fra Italien, hvilket kulminerede i at den italienske ubåd Delfino' torpederede den græske krydser Elli den 15. august 1940. Mussolini var irriteret på Hitler over at denne ikke havde rådført sig med ham om sine krigsplaner og ønskede at fastslå sin uafhængighed, og matche tyskernes militære sejre ved et sejrrigt angreb på Grækenland, et land som han anså for at være en nem modstander. Den 15. oktober besluttede Mussolini og hans nærmeste rådgivere at invadere Grækenland. Tidligt den 28. oktober afleverede den italienske ambassadør Emmanuel Grazzi et ultimatum med 3 timers frist til Metaxas, hvor han forlangte fri passage for tropper til at besætte uspecificerede "strategiske punkter" på græsk område. Metaxas afviste ultimatummet (afvisningen mindes som Ohi-dagen, en national helligdag i Grækenland), men allerede inden ultimatummet var udløbet havde italienske tropper invaderet Grækenland gennem Albanien.
Det primære italienske fremstød var rettet mod Pindos, nær byen Ioannina, og gjorde fremskridt i starten. Italienerne krydsede derpå floden Thyamis (Kalamas), men blev drevet tilbage og forfulgt ind i Albanien. I løbet af tre uger var græsk område renset for italienske styrker og et vellykket modangreb var i gang. En række byer i det sydlige Albanien blev besat af græske styrker og hverken en udskiftning af den italienske øverstkommanderende eller ankomsten af betydelige forstærkninger havde større effekt.
Efter uger af resultatløs vinterkrig indledte italienerne et stort modangreb langs hele fronten den 9. marts 1941, som på trods af den italienske overlegenhed slog fejl. Efter en uge og tab på 12.000 mand afblæste Mussolini modangrebet og forlod Albanien 12 dage senere.  Nutidige analytikere mener, at det italienske felttog slog fejl, fordi Mussolini og hans generaler i starten indsatte for små styrker i felttoget (en ekspeditionsstyrke på 55.000 mand), undlod at tage højde for efterårsvejret og indledte et angreb uden fordel af overraskelse og uden støtte fra bulgarerne. Selv elementære sikkerhedsforanstaltninger, såsom udlevering af vinterbeklædning, blev ikke foretaget. Mussolini havde heller ikke taget højde for anbefalingerne fra den italienske kommission for krigsproduktion, som havde advaret om, at Italien ikke ville kunne understøtte et helt år med vedvarende krigsførelse før i 1949.
Under den seks måneder lange kamp mod Italien gjorde den græske hær lokale fremskridt ved at fjerne fjendtlige frontfremspring. Da Grækenland ikke havde nogen større våbenindustri og leverancer af såvel udstyr som ammunition var i stigende grad afhængig af britiske leverancer af italienske våben og forsyninger, som briterne havde erobret i Nordafrika. For at bemande fronten i Albanien var den græske overkommando i stigende grad nødt til at overføre tropper fra grænsen til Bulgarien i det østlige Makedonien og vestlige Thrakien. Forventningen om et tysk angreb gjorde det nødvendigt at vende strømmen, men de styrker der stod til rådighed var ikke tilstrækkelige til at modstå angreb på begge fronter. Den græske overkommando besluttede at understøtte succesen i Albanien, uanset hvordan situationen måtte udvikle sig under vægten af et tysk angreb over den bulgarske grænse.

### Hitlers beslutning om at angribe og britisk støtte til Grækenland
Hitler greb ind den 4. november 1940, fire dage efter at briterne havde besat såvel Kreta som Lemnos. Hitler gav OKW ordre til at forberede en invasion af det nordlige Grækenland gennem Rumænien og Bulgarien. Hans planer for dette felttog blev indarbejdet i en overordnet plan om at berøve briterne deres baser i Middelhavet. Den 12. november udstedte den tyske overkommando direktiv nr. 18, hvor der var planlagt samtidige operationer mod Gibraltar og Grækenland til udførelse i januar 1941. Men i december 1940 fik de tyske ambitioner i Middelhavet et alvorligt knæk, da den spanske diktator Francisco Franco afviste planerne om et fælles angreb på Gibraltar. Som følge heraf blev Tysklands offensiv i Sydeuropa indskrænket til felttoget mod Grækenland. OKW udstedte direktiv nr. 20 den 13. december 1940. Dokumentet skitserede det græske felttog under kodenavnet "Unternehmen Marita", og planlagde med tysk besættelse af nordkysten af det Ægæiske hav i marts 1941. Der planlagdes også med besættelse af hele det græske fastland, hvis det blev nødvendigt. Under et hasteindkaldt møde i Hitlers stab efter det uventede statskup den 27. marts mod den jugoslaviske regering blev der lavet udkast til ordrer om et kommende felttog i Jugoslavien og der blev lavet ændringer til angrebet på Grækenland. Den 6. april skulle såvel Grækenland som Jugoslavien angribes.
| „ | Det jugoslaviske kup kom pludselig ud af den blå luft. Da nyheden nåede frem til mig om morgenen den 27. troede jeg, at det var en spøg. | “ |
|   | — Hitler til sine øverstkommanderende |   |

Storbritannien havde forpligtet sig til at hjælpe Grækenland ved en deklaration i 1939, hvor der stod, at i tilfælde af en trussel mod græsk eller rumænsk selvstændighed, "ville Hans Majestæts regering føle sig bundet til at give den græske eller rumænske regering [...] al den støtte de kunne." Den første britiske indsats var i form af RAF-eskadriller under ledelse af John d'Albiac, som blev afsendt i november 1940. Med græsk samtykke blev britiske styrker sendt til Kreta den 31. oktober for at bevogte Suda bugten, hvilket gjorde det muligt for den græske regering af overføre den 5. kretensiske division til fastlandet.
Den 17. november 1940 foreslog Metaxas den britiske regering af man skulle gennemføre en fælles offensiv på Balkanhalvøen med de græske støttepunkter i det sydlige Albanien som udgangspunkt for operationerne. Briterne var tøvende overfor at forhandle om Metaxas forslag fordi den indsættelse af tropper, som den græske plan krævede i alvorlig grad ville bringe de britiske operationer i Nordafrika i fare. Under et møde mellem britiske og græske militærchefer i Athen den 13. januar 1941 anmodede general Alexandros Papagos, den øverstkommanderende for den græske hær Storbritannien om ni fuldt udstyrede divisioner og tilsvarende luftstøtte. Briterne svarede, at da de var optaget af krigen i Nordafrika kunne de umiddelbart kun sende en symbolsk styrke svarende til mindre end en division. Dette tilbud blev afvist af grækerne, som frygtede at ankomsten af en sådan styrke ville udløse et tysk angreb uden at give dem nogen betydelig hjælp.  Britisk hjælp ville blive rekvireret hvis og når tyske tropper krydsede Donau fra Rumænien ind i Bulgarien.

Churchill holdt fast i sit mål om at skabe en Balkanfront bestående af Jugoslavien, Grækenland og Tyrkiet, og gav Anthony Eden og Sir John Dill til opgave at genoptage forhandlingerne med den græske regering. Et møde mellem Eden og den græske ledelse, bestående af kongen Georg 2., statsminister Alexandros Koryzis- efterfølgeren efter Metaxas, som var død den 29. januar 1941 – og Papagos fandt sted i Athen den 22. februar. Der blev truffet beslutning om at afsende en britisk ekspeditionsstyrke.
Tyske tropper var blevet samlet i Rumænien, og den 1. marts 1941 begyndte tyske hærstyrker at rykke ind i Bulgarien. På samme tidspunkt mobiliserede den bulgarske hær og tog opstilling langs grænsen til Grækenland. Den 2. marts begyndte Operation Lustre, overførslen af tropper og udstyr til Grækenland og 26 troppetransportskibe ankom til havnen i Piræus. Den 3. april under et møde mellem repræsentanter for det britiske, jugoslaviske og græske militær lovede jugoslaverne at blokere Strimon-dalen i tilfælde af et tysk angreb via deres territorium. Under dette møde lagde Papagos vægt på vigtigheden af en fælles græsk-jugoslavisk offensiv mod italienerne sås snart tyskerne indledte deres offensiv mod de to lande.
Indtil den 24. april blev over 62.000 commonwealth tropper (Briter, australiere, newzealændere, palæstinensere og cyprioter) sendt til Grækenland, heriblandt den 6. australske division, den 2. newzealandske division og 1. britiske pansrede brigade. De tre enheder blev senere kendt som 'W' Force, efter deres chef generalløjtnant Sir Henry Maitland Wilson.

## Militære forberedelser

### Topografi
For at kunne trænge ind i det nordlige Grækenland var den tyske hær tvunget til at krydse Rhodope bjergene, som kun havde få floddale eller pas, som kunne klare flytningen af store militærenheder. To invasionsveje lå vest for Kyustendil, en tredje var langs den jugoslavisk-bulgarske grænse via Strimon-dalen sydpå. Græske grænsestillinger var tilpasset terrænet og et formidabelt forsvarssystem dækkede de få veje. Strimon og Nestos-floden gennemskar bjergkæden langs den græsk-bulgarske grænse og begge deres dale var beskyttet af store befæstninger, som led i den mere omfattende Metaxas-linje. Dette system af betonbunkers og feltbefæstninger var bygget langs den bulgarske grænse i slutningen af 1930'erne og var baseret på de samme principper som var blevet anvendt ved Maginot-linjen. Linjens styrke byggede fortrinsvis på vanskeligheden ved at nå frem til terrænet foran forsvarsstillingerne.

### Strategiske faktorer
Grækenlands bjergrige terræn favoriserede en defensiv strategi, og de høje tinder i Rhodope, Epirus, Pindos, and Olympos bjergene gav mange muligheder for at stoppe en indtrængende fjende; men det var nødvendigt med et passende luftforsvar for at forhindre at de forsvarende styrker blev fanget i beskydning fra siden.
Selv om en invasionsstyrke fra Albanien kunne stoppes af en forholdsvis lille styrke placeret i de høje Pindos bjerge, var det svært at forsvare den nordøstlige del af landet mod angreb nordfra.
Efter en konference i Athen i marts troede de britiske militærchefer, at de kunne slutte sig sammen med græske styrker om at besætte Haliacmon-linjen – en kort front som pegede mod nordøst langs Vermionbjergene og det nedre af Haliacmonfloden. Papagos afventede bekræftelse fra den jugoslaviske regering og foreslog senere at forsvare Metaxaslinjen – som på daværende tidspunkt stod som et symbol på national sikkerhed for det græske folk – og ikke trække nogle af sine divisioner tilbage fra Albanien. Han hævdede, at ved at gøre noget sådant ville man indrømme italienerne en sejr. Den strategisk vigtige havn i Thessaloniki var praktisk taget umulig at forsvare, og transporten af britiske tropper til byen var risikabel. Papagos foreslog, at man skulle udnytte områdets vanskelige terræn og forberede besætninger, samtidig med at man beskyttede Thessaloniki.
General Dill beskrev Papagos' holdning som "uimødekommende og defaitistisk", og hævdede at hans plan så bort fra det faktum, at de græske tropper og artilleri kun kunne yde symbolsk modstand. Briterne troede, at den græske rivalisering med Bulgarien – Metaxas linjen var bygget specifikt til brug i tilfælde af krig med Bulgarien – og deres traditionelt gode forhold til Jugoslavien havde betydet at deres nordvestlige grænse var stort set uden forsvar. Trods deres bekymringer med hensyn til sårbarheden af grænsesystemet og selv om de var opmærksomme på, at de formentlig ville bryde sammen under et tysk fremstød fra Strimon og Axios floderne gav briterne til sidst efter for den græske overkommando. Den 4. marts godkendte Dill planerne om Metaxas linjen, og den 7. marts blev aftalen ratificeret af det britiske kabinet. Overkommandoen forblev hos Papagos, og de græske og britiske styrker nøjedes med at udkæmpe en forhalingskamp i den nordøstlige del af landet. Alligevel flyttede briterne ikke deres tropper, da general Wilson anså dem for at være for svage til at kunne holde en så lang front. I stedet gik han i stilling 65 km vest for Axios ved Haliacmonlinjen. De to vigtigste mål ved at etablere denne stilling var at holde kontakten til den første græske armé i Albanien og forhindre at tyskerne fik adgang til det centrale Grækenland. Det havde den fordel at det krævede en mindre styrke end de andre muligheder, og gav mere tid til forberedelser. Samtidig betød det opgivelsen af næsten hele det nordlige Grækenland, og var derfor uacceptabelt for grækerne af såvel politiske som psykologiske grunde. Hertil kom at den venstre flanke af fronten kunne omgås af tyskerne som stødte frem gennem Monastir hullet i Jugoslavien. Men muligheden for et hurtigt jugoslavisk sammenbrud og et tysk fremstød ind bag Vermion stillingen blev ikke overvejet.
Den tyske strategi var baseret på anvendelse af lynkrigstaktikken, som havde været vellykket under invasionerne i Vesteuropa og igen viste sig effektiv under invasionen af Jugoslavien. Den tyske militærledelse planlagde at sammenkæde et angreb med landstyrker og kampvogne med støtte fra luften og gennemføre et dybt fremstød ind i området. Når først Thessaloniki var taget, ville Athen og havnen i Piræus være de næste hovedmål. Når Piræus og Korinthhalvøen var på tyske hænder, vil tilbagetrækningen og evakueringen af de britiske og græske styrker være i alvorlige vanskeligheder.

### Forsvars- og angrebsstyrker
5. jugoslaviske armé fik tildelt ansvaret for forsvaret af den sydøstlige grænse mellem Kriva Palanka og den græske grænse. Da det tyske angreb satte ind, var de jugoslaviske tropper endnu ikke fuldt mobiliseret og havde ikke moderne udstyr i tilstrækkeligt omfang til at være fuldt effektive. Efter at tyske styrker var gået ind i Bulgarien, blev hovedparten af de græske tropper evakueret fra det vestlige Thrakien. På dette tidspunkt var den samlede styrke af de græske tropper, som forsvarede landet ved den bulgarske grænse på omkring 70.000 mand i alt, og de var underlagt 2. græske armé. Resten af de græske styrker – 1. græske armé bestående af 14 divisioner var indsat i Albanien.
Den 28. marts 1941 blev de græske styrker i det centrale Makedonien – 12. og 20. infanteridivision – underlagt general Wilson, som opslog sit hovedkvarter nordvest for Larissa. New Zealand divisionen tog opstilling nord for Olympen, mens den australske division blokerede Haliacmon-dalen op til Vermion-bjergkæden. RAF fortsatte med at operere fra flyvepladser i det centrale og sydlige Grækenland, men kun få fly kunne afses til dette operationsområde. De britiske styrker var omtrent fuldt motoriseret, men deres udstyr passede bedre til ørkenkrig end til de stejle bjergveje i Grækenland. Der var mangel på kampvogne og antiluftskyts, og forbindelseslinjerne over Middelhavet var sårbare, da alle konvojer måtte passere tæt forbi fjendtligt besatte øer i det Ægæiske hav, selv om den britiske flåde havde kontrol over det ægæiske hav. Disse logistiske problemer blev forøget af mangel på skibe og de græske havnes begrænsede kapacitet. 
Den tyske 12. armé under ledelse af feltmarskal Wilhelm List, blev sat til at gennemføre operation Marita. Hans arme bestod af seks enheder:
1. 1. pansergruppe under ledelse af general Paul Ludwig Ewald von Kleist.
2. 40. panserkorps under generalløjtnant Georg Stumme.
3. 18. bjergkorps under generalløjtnant Franz Böhme.
4. 30. infanterikorps under generalløjtnant Otto Hartmann.
5. 50. infanterikorps under generalløjtnant Georg Lindemann.
6. 16. panserdivision opstillet bag den tyrkisk-bulgarske grænse for at støtte de bulgarske styrker i tilfælde af et tyrkisk angreb.[59]

### Den tyske angrebsplan og opmarch
Den tyske angrebsplan var påvirket af hærens erfaringer under slaget om Frankrig. Strategien gik ud på at skabe en afledning ved hjælp af felttoget i Albanien, og dermed svække den græske armés styrker ved den jugoslaviske og den bulgarske grænse. Ved at sætte panserkiler ind mod de svageste punkter i forsvarslinjen opnåedes let en gennemtrængning til fjendens territorium. Når først det svage forsvar i det sydlige Jugoslavien var løbet over ende af de tyske kampvognsenheder, kunne Metaxas linje rammes i flanken af stærkt mobile enheder i sydlig retning fra Jugoslavien. Besiddelsen af Monastir- og Axios-dalene, som førte til Thessaloniki blev af afgørende betydning for et sådant angreb i flanken.
Det jugoslaviske statskup førte til en pludselig ændring i angrebsplanen og stillede 12. armé over for en række vanskelige problemer. Ifølge direktiv nr. 25 af 28. marts skulle 12. armé omgruppere sine styrker således at en mobil task force blev til rådighed for et angreb via Niš modBeograd. Med kun ni dage tilbage indtil angrebets start, blev hver time af betydning, og enhver ny organisering af tropper ville kræve tid at gennemføre. Om aftenen den 5. april var alle styrkerne, som enten skulle gå ind i det sydlige Jugoslavien eller Grækenland blevet samlet.

## Tysk invasion

### Fremstød gennem det sydlige Jugoslavien og fremrykning til Thessaloniki
Ved daggry den 6. april 1941 begyndte de tyske arméer deres invasion af Grækenland, mens Luftwaffe indledte et intensivt bombardement af Beograd. 40. Korps, som var øremærket til brug for et angreb gennem det sydlige Jugoslavien, indledte sit angreb kl. 5.30 og gennemførte fremstød over den bulgarske grænse på to steder. Om aftenen den 8. april erobrede 1. SS Division Leibstandarte SS Adolf Hitler Prilep, og afskar dermed en vigtig jernbaneforbindelse mellem Beograd og Thessaloniki, hvilket isolerede Jugoslavien fra dens allierede. Tyskerne havde nu kontrollen over terræn, som var hensigtsmæssigt til en fortsættelse af offensiven. Om aftenen den 9. april indsatte general Stumme sine styrker nord for Monastir som forberedelse for udvidelse af angrebet over den græske grænse i retning af Florina. Dette truede med at omringe grækerne i Albanien og W Force i området ved Florina, Edessa og Katerini. Mens mindre enheder dækkede ryggen på hans korps mod et overraskelsesangreb fra det centrale Jugoslavien trængte dele af 9. panserdivision mod vest for at få forbindelse med italienerne ved den albanske grænse.
Den tyske 2. panserdivision (18. bjergkorps) gik ind i Jugoslavien østfra om morgenen den 6. april gennem Strimon-dalen. Den mødte ikke megen modstand, men blev forsinket af sprængte veje, landminer og opblødte veje. Alligevel nåede divisionen dagens mål, byen Strumica. Den 7. april blev et jugoslavisk modangreb mod divisionens nordlige flanke slået tilbage, og den følgende dag trængte divisionen over bjergene og overløb de af den græske 19. motoriserede infanteridivisions enheder, som var stationeret syd for Dojransøen. Trods mange forsinkelser på de snævre bjergveje lykkedes det for en pansret fortrop, som var sendt i retning af Thessaloniki at trænge ind i byen om morgenen den 9. april. Erobringen af Thessaloniki fandt sted uden kamp, efter at 2. græske arme var brudt sammen.

### Metaxaslinjen
Metaxaslinjen blev forsvaret af det 4. græske korps, som bestod af 7., 14. og 17. infanteridivision under kommando af generalløjtnant Konstantinos Bakopoulos. Fronten forløb ca. 170 km langs floden Nestos mod øst, og derefter østpå langs den bulgarske grænse indtil Melos bjerget nær den jugoslaviske grænse. Befæstningerne var anlagt, så de kunne rumme en garnison på over 200.000 mand, men på grund af mandskabsmangel var der kun omkring 70.000, og som følge heraf var linjens forsvar ganske tyndt.
De indledende tyske angreb på linjen blev foretaget af en enkelt tysk infanterienhed forstærket med to bjergdivisioner fra 18. bjergkorps. Disse første enheder stødte på kraftig modstand og havde begrænset succes. En tysk rapport ved slutningen af den første dag beskrev hvorledes 5. bjergdivision "blev slået tilbage i Rupel passet trods stærkest mulige støtte fra luften og led betydelige tab". Af de 24 forter som udgjorde Metaxaslinjen faldt kun to, og først efter at de var blevet ødelagt. De fleste fæstninger, herunder Rupel, Echinos, Arpalouki, Paliouriones, Perithori, Karadag, Lisse, Istibey etc. holdt stand i tre dage.
Linjen blev gennembrudt efter en tre dage lang kamp, hvor tyskerne tog forterne under kraftig artilleribeskydning og bombarderede dem fra styrtbombefly. Den største del af æren for denne præstation må tilskrives 6. bjergdivision, som krydsede en 2.100 meter høj snedækket bjergkæde og brød igennem på et punkt, som blev anset for utilgængeligt af grækerne. Styrken nåede jernbanelinjen til Thessaloniki om aftenen den 7. april. De øvrige bjergtropper i 18. bjergkorps rykkede frem skridt for skridt under meget vanskelige forhold. Den 5. division sammen med det forstærkede 125. infanteriregiment, gennembrød forsvaret ved Strimon den 7. april og angreb langs begge breder af floden og ryddede den ene bunker efter den anden efterhånden som de kom til dem. Trods det led enheden så store tab at den blev trukket ud af kampen efter at den havde nået sit mål. 72. infanteridivision rykkede frem fra byen Nevrokop over bjergene og selv om den var hæmmet af mangel på pakdyr, middelsvær artilleri og bjergudstyr lykkedes det den at bryde gennem Metaxaslinjen om aftenen den 9. april, da den nåede området nordøst for Serres. Selv efter at general Bakopoulos havde overgivet Metaxaslinjen holdt isolerede fæstninger ud i dagevis, og blev først indtaget, når der blev indsat tungt artilleri imod dem. Nogle tropper i felten og soldater, som bemandede grænsebefæstningerne fortsatte med at kæmpe, og kunne som følge heraf evakueres ad søvejen.

### 2. græske armés overgivelse
30. infanterikorps på venstre fløj nåede sit fastsatte mål om aftenen den 8. april da 164. division erobrede Xanthi. 50. infanteridivision rykkede langt forbi Komotini i retning af Nestos-floden, som begge divisioner nåede den følgende dag. Den 9. april kapitulerede den 2. græske armé betingelsesløst efter at den græske modstand øst for Axiosfloden var brudt sammen. I en vurdering af situationen den 9. april udtrykte feltmarskal List den holdning, at som følge af de mobile enheders hurtige fremrykning var hans 12. armé nu i en gunstig stilling til at få adgang til det centrale Grækenland, ved at bryde gennem fjendens opmarch bag Axiosfloden. På grundlag denne vurdering anmodede List om at få overført 5. panserdivision fra 1. pansergruppe til 40. panserkorps. Han vurderede at dens tilstedeværelse ville give ekstra vægt bag det tyske fremstød gennem hullet ved Monastir. Til fortsættelsen af felttoget dannede han to angrebsgrupper, en østlig under ledelse af 18. bjergkorps og en vestlig ledet af 40. panserkorps.

### Gennembrud til Kozani
Om morgenen den 10. april havde 40. panserkorps afsluttet sine forberedelser af fortsættelsen af offensiven og fortsatte fremrykningen i retning af Kozani. Ganske uventet havde hullet ved Monastir ikke været forsvaret, og tyskerne udnyttede muligheden. Den første kontakt til allierede tropper kom nord for Vevi kl. 11 om formiddagen den 10. april. SS tropper tog Vevi den 11. april, men blev stoppet ved Klidipasset lige syd for byen, hvor en blandet styrke af græske og Commonwealth tropper, som gik under navnet Mackay Force, var samlet for, som Wilson sagde, at "....stoppe en blitzkrieg ned gennem Florina dalen." Den følgende dag rekognoscerede SS regimentet fjendens stillinger og ved solnedgang indledte det et frontalt angreb på passet. Efter kraftige kampe overvandt tyskerne modstanden og gennembrød forsvaret. Om morgenen den 14. april nåede spydspidserne fra 9. panserdivision Kozani.

### Olympen og Servia passene
Wilson stod over for at blive fastholdt af tyskerne, som opererede fra Thessaloniki, mens han blev ramt i flanken af det tyske 40. panserkorps, som strømmede igennem hullet ved Monastir. Den 13. april besluttede han at trække alle britiske styrker tilbage til Haliacmonfloden, og derpå til det snævre pas ved Thermopylæ. Den 14. april etablerede 9. tyske panserdivision et brohoved over Haliacmonfloden, men et forsøg på at trænge længere end hertil blev stoppet af intens beskydning fra fjenden. Dette forsvar havde tre hovedbestanddele: Platamon tunnelområdet mellem Olympen og havet, passet ved Olympen og Serviapasset mod sydøst. Ved at kanalisere angrebet gennem disse tre snævre passager gav den nye linje langt bedre forsvarsmuligheder for de begrænsede styrker, som var til rådighed. Forsvaret af Olympen og Serviapassene bestod af 4. newzealandske brigade, 5. newzealandske brigade og 16. australske brigade. I de følgende tre dag blev 9. panserdivisions fremstød stoppet ved disse resolut forsvarede stillinger.
En borgruin dominerede højderyggen ad hvilken passet ved kysten førte til Platamon. I løbet af natten til den 15. april angreb en tysk motorcykel bataljon støtte af en kampvognsbataljon højderyggen, men tyskerne blev slået tilbage af 21. newzealandske bataljon under oberst Macky, som led store tab herved. Senere samme dag ankom et tysk pansret regiment og de angreb flankerne af bataljonen, men newzealænderne holdt stand. Efter at være blevet forstærket i løbet af natten mellem den 15. og den 16. lykkedes det tyskerne at opmarchere en kampvognsbataljon, en infanteribataljon og en motorcykelbataljon. Det tyske infanteri angreb newzealændernes venstre kompagni ved daggry mens kampvognene angreb langs kysten nogle timer senere.
Den newzealandske bataljon trak sig tilbage over Pineiosfloden, og ved solnedgang nåede den til den vestlige ende af Pineioskløften efter kun at have lidt små tab. Macky fik beskred om, at det var "af afgørende betydning at undgå at fjenden fik adgang til kløften før den 19. april, selv om det kostede hele styrken". Han sænkede færgen ved den vestlige ende af kløften da først hans mænd havde krydset den og begyndte at etablere forsvarsstillinger. Den 21. bataljon blev forstærket med 2/2. australske bataljon og senere 3/2. bataljon. Denne styrke blev kendt som Allen force efter brigadegeneral "Tubby" Allen. 2/5. australske infanteribataljon og 2/11. australske infanteribataljon rykkede til Elatia området sydvest for kløften og blev beordret til at holde den vestlige udgang i måske 3-4 dage.
Den 16. april mødtes general Wilson med general Papagos ved Lamia og meddelte ham sin beslutning om at trække sig tilbage til Thermopylæ. General Blamey delte opgaven mellem generalerne Mackay og Freyberg under den gradvise tilbagetrækning til Thermopylæ. Mackay skulle beskytte den newzealandske divisions flanker så langt sydpå som til en øst-vestlig linje gennem Larissa og skulle styre tilbagetrækningen gennem Domokos til Thermopylæ af Savige og Zarkos styrkerne og til sidst af Lee styrken. Den 1. britiske pansrede brigade skulle dække tilbagetrækningen af Savige styrken til Larissa og derefter tilbagetrækningen af 6. division, som den ville blive underlagt. Freyberg skulle lede tilbagetrækningen af Allen styrken, som var under konstante angreb under hele tilbagetrækningen.
Om morgenen den 18. april var kampen om Pineios-kløften ovre da tysk pansret infanteri overskred floden på flåder og tropper fra 6. bjergdivision arbejdede sig rundt om den newzealandske bataljon, som efterfølgende blev udslettet. Den 19. april trængte de første tropper fra 18. bjergkorps ind i Larissa og overtog kontrollen med flyvepladsen, hvor briterne havde efterladt deres forsyningslagre ubeskadigede. Erobringen af 10 lastbiler med forsyninger og brændstof gjorde det muligt for de forreste enheder at fortsætte deres fremstød uden ophold. Havnen i Volos, hvor briterne havde indskibet adskillige enheder i løbet af de foregående dage, faldt den 21. april. Her erobrede tyskerne store mængder værdifuld diesel og råolie.

### 1. græske armés tilbagetrækning og overgivelse
Mens de invaderende tyske tropper trængte dybt ind på græsk område var den 1. græske armé, som opererede i Albanien tøvende overfor at trække sig tilbage. General Wilson beskrev denne tøven som "den fetichistiske doktrin om at ikke en meter jord skulle opgives til italienerne." Først den 13. april begyndte de første enheder at trække sig tilbage mod Pindus bjergene. De allieredes tilbagetog til Thermopylæ åbnede en rute over Pindus-bjergene ad hvilken tyskerne kunne ramme den græsk hær i flanken. Et SS regiment fik til opgave at afskære 1. græske armés tilbagetrækningsvej fra Albanien ved at trænge vestpå til Metsovon passet, og derfra til Ioannina. Den 14. april kom det til kraftige kampe ved Kastoria passet, hvor tyskerne blokerede for græsk tilbagetrækning. Tilbagetrækningen udvidedes til hele den albanske front mens italienerne tøvende fulgte efter.
General Papagos sendte skyndsomt græske enheder til Metsovon passet hvor tyskerne forventedes at angribe. Den 18. april kom det til slag mellem adskillige græske enheder og Leibstandarte SS Adolf Hitler brigaden – som på det tidspunkt var nået til Grevena. De græske styrker havde ikke det nødvendige udstyr til at kunne kæmpe mod en motoriseret enhed og blev snart omringet af overmandet. Tyskerne fortsatte fremrykningen og den 19. april erobrede de Ioannina, den 1. græske armés sidste forsyningsvej. Allierede aviser beskrev den græske armés skæbne som en moderne græsk tragedie. Historiker og tidligere krigskorrespondent Christopher Buckley skrev om den græske armés skæbne "man oplevede en ægte aristotelisk renselse, en ærefrygtindgydende følelse af håbløsheden ved al menneskelig indsats og alt menneskeligt mod."
Den 20. april indså lederen af de græske styrker i Albanien, general Georgios Tsolakoglou, håbløsheden i situationen og tilbød at overgive sin armé, som bestod af 14 divisioner. 2. verdenskrigs historikeren John Keegan skriver, at Tsolakoglou "var så opsat [...] på at italienerne ikke skulle have den tilfredsstillelse at få en sejr, som de ikke havde fortjent, at [...] han ganske uden tilladelse indledte forhandlinger med lederen af den tyske SS division, som lå overfor ham, Sepp Dietrich, for at aftale en overgivelse til tyskerne alene." Efter strenge ordrer fra Hitler blev forhandlingerne holdt hemmelige overfor italienerne og overgivelsen blev accepteret. Mussolini blev rasende over denne beslutning, og gav ordre til modangreb mod de græske styrker, men de blev slået tilbage. Det krævede en personlig henvendelse fra Mussolini til Hitler at opnå, at der blev indgået en våbenhvile, hvor Italien var medtaget, den 23. april. Græske soldater blev ikke behandlet som krigsfanger og fik i stedet lov til at tage hjem efter at deres enheder var blevet demobiliseret, og deres officerer fik lov til at beholde deres pistoler.

### Stillingen ved Thermopylæ
Allerede den 16. april gik det op for den tyske hærledelse, at briterne evakuerede tropper på skibe ved Volos og Piræus. Hele felttoget havde fået karakter af en forfølgelse. For tyskerne handlede det nu først og fremmest om at holde kontakt til de retirerende britiske styrker, og spolere deres evakueringsplaner. Tyske infanteridivisioner blev trukket ud af kampen på grund af deres manglende mobilitet mens 2. og 5. panserdivision, 1. SS motoriserede infanteriregiment og begge bjergdivisionerne indledte en forfølgelse af de fjendtlige styrker.
For at muliggøre en evakuering af den britiske hovedstyrke gav Wilson bagtroppen ordre til at gøre modstand i det historiske pas ved Thermopylæ, porten til Athen. General Freyberg fik tildelt opgaven med at forsvare passet ved kysten mens Mackay skulle holde landsbyen Brallos. Efter slaget blev Mackay citeret for at sige: "Jeg drømte ikke om evakuering. Jeg regnede med at vi ville blive hængende en 14 dage og blive blive slået af en overlegen styrke." Da ordren om tilbagetrækning blev modtaget om morgenen den 23. april, blev det besluttet at hver af de to stillinger skulle holdes af hver en brigade. Disse brigader, den 19. australske og den 6. newzealandske skulle forsvare passene længst muligt og give de andre enheder mulighed for at trække sig tilbage. Tyskerne angreb den 24. april kl. 11.30, mødte hård modstand, mistede 15 kampvogne og led betydelige tab. De allierede holdt stand hele dagen, og da forhalingen var gennemført trak de sig i retning af evakueringsstrandene og etablerede endnu en bagtropsstilling ved Theben. Kampvognsenhederne, som gennemførte en forfølgelse langs vejen over passet gjorde kun langsomme fremskridt på grund af de stejle stigninger og det store antal vanskelige hårnålesving.

### Tysk fremrykning mod Athen
Efter at have opgivet området ved Thermopylæ trak den britiske bagtrop sig tilbage til en improviseret stilling syd for Theben, hvor de etablerede en sidste spærring før Athen. Motorcykelbataljonen i den tyske 2. panserdivision, som havde sat over vandet til øen Euboea for at erobre havnen i Chalcis, og efterfølgende var vendt tilbage til fastlandet, fik til opgave at angribe den britiske bagtrop i flanken. Motorcykeltropperne mødte kun beskeden modstand, og om morgenen den 27. april 1941 trængte de første tyskere ind i Athen efterfulgt af panservogne, kampvogne og infanteri. De erobrede store lagre af benzin, olie og smøremidler, adskillige tusinde tons ammunition, 10 lastbiler med sukker og 10 lastbiler med andre rationer foruden forskelligt andet udstyr, våben og lægemidler.  Indbyggerne i Athen havde i adskillige dage ventet at tyskerne ville trænge ind i byen og holdt sig selv inden døre med lukkede vinduer. Den foregående aften havde Athen radio udsendt følgende bekendtgørelse:

De hører til Grækenlands stemme. Grækere, stå fast, stolt og værdig. I må vise jer værdige i forhold til jeres historie. Vor hærs mod og sejr er allerede anerkendt. Vor sags retfærdighed vil også blive anerkendt. Vi gjorde ærligt vor pligt. Venner! Hav Grækenland i jeres hjerter, lev inspireret af flammerne fra hendes seneste triumfer og vor hærs hæder. Grækenland vil igen komme til live og blive stor fordi hun kæmpede ærligt for en retfærdig sag og for frihed. Brødre! Hav mod og tålmodighed. Vær standhaftige. Vi vil overvinde disse prøvelser. Grækere! Med Grækenland i sindet må I være stolte og værdige. Vi har været en ærlig nation og modige soldater.

Tyskerne kørte direkte til Akropolis og hejste hagekorsflaget. Ifølge den mest kendte beretning om begivenhederne strøg den græske vagtpost Konstantinos Koukidis det græske flag, men afviste at overgive det til invasionsstyrken, svøbte det om sig, og hoppede ud fra Akropolis. Uanset om historien var sand eller ej, blev den den troet af mange grækere, og de anså soldaten for en martyr.

### Evakuering af Commonwealth styrkerne
| „ | Ikke mange nyheder fra Grækenland, men 13.000 mand slap til Kreta fredag nat, og der er således håb om at en pæn andel bliver evakueret. Det er en frygtelig nervøsitet [...] Krigskabinet. Winston siger: "Vi mister kun 5.000 mand i Grækenland." Vi kommer rent faktisk til at miste mindst 15.000. W. er en stor mand, men han forfalder mere og mere til ønsketænkning. | “ |
|   | — Robert Menzies, , Uddrag fra hans personlige dagbog, 27. og 28. april 1941 |   |

General Archibald Wavell, øverstkommanderende for de britiske styrker i Mellemøsten, som da han var i Grækenland den 11.-13. april havde advaret Wilson om at han ikke skulle vente yderligere forstærkninger, og havde bemyndiget generalmajor Freddie de Guingand til at forhandle evakueringsplaner med visse ansvarlige officerer. Uanset dette kunne briterne på dette tidspunkt ikke iværksætte eller blot nævne en evakuering, forslaget måtte komme fra den græske regering. Den følgende dag tog Papagos det første skridt, da han overfor Wilson foreslog at W Force blev trukket tilbage. Wilson informerede hovedkvarteret i Mellemøsten og den 17. april blev kontreadmiral H. T. Baillie-Grohman sendt til Grækenland for at forberede evakueringen. Samme dag hastede Wilson til Athen, hvor han deltog i et møde med kongen, Papagos, d'Albiac og kontreadmiral Turle. Om aftenen begik Koryzis selvmord efter at have fortalt kongen at han følte at han havde svigtet i udførelsen af den opgave han havde fået betroet. Den 21. april blev den endelige beslutning taget om at evakuere Commonwealth styrkerne til Kreta og Egypten, og som bekræftelse af sine mundtlige instruktionen sendte Wavell sine skrevne ordrer til Wilson. 5.200 mand, fortrinsvis fra 5. newzealandske brigade, blev evakueret om natten den 24. april fra Porto Rafti på østsiden af Attika, mens 4. newzealandske brigade blev tilbage for at blokere den smalle vej til Athen, som fik navnet 24 Hour Pass af newzealænderne. Den 25. april (Anzac Day) forlod de få RAF eskadriller Grækenland (d'Albiac opstillede sit hovedkvarter i Heraklion på Kreta, og ca. 10.200 australske tropper blev evakueret fra Nauplion og Megara. Yderligere 2.000 mænd måtte vente til den 27. april fordi Ulster Prince løb på grund på lavt vand i nærheden af Nauplion.
På grund af denne hændelse indså tyskerne, at evakuering også foregik fra havnene i det østlige Peloponnes.
Den 25. april gennemførte tyskerne en luftbåren operation for at erobre broerne over Korinthkanalen, med henblik på dels at afskære den britiske retrætevej og dels at sikre deres egen adgang til halvøen. Angrebet var vellykket i starten, indtil en vildfaren britisk granat ødelagde broen. Det 1. SS motoriserede infanteriregiment, som var samlet ved Ioannina, stødte frem langs den vestlige forbjerge af Pindus-bjergene via Arta til Messolonghi og krydsede over til Peloponnes ved Patras i et forsøg på at få adgang til halvøen vestfra. Da de ankom kl. 17.30 den 27. april erfarede SS tropperne, at faldskærmstropperne allerede var blevet afløst af hærenheder, som trængte frem fra Athen.
Etableringen af et midlertidigt brofag over Korinthkanalen gjorde det muligt for enheder fra 5. panserdivision at forfølge fjendens styrker over Peloponnes. De tog via Argos til Kalamata, hvorfra de fleste allierede enheder allerede var begyndt at blive evakueret og nåede sydkysten den 29. april, hvor de blev mødt af SS tropper, som ankom fra Pyrgos. Kampene på Peloponnes bestod blot af små træfninger med isolerede grupper af britiske tropper, som ikke var nået med et skib i tide. Angrebet kom nogle dage for sent til at afskære hovedparten af de britiske styrker i det centrale Grækenland, men det lykkedes at afskære 16. og 17. australske brigade. Den 30. april var evakueringen af omkring 50.000 soldater afsluttet, men den blev kraftigt generet af det tyske Luftwaffe, som sænkede mindst skibe ladet med tropper. Tyskerne tog omkring 7–8.000 Commonwealth tropper til fange (heriblandt 2.000 cyprioter og palæstinensere) og jugoslaviske tropper i Kalamata, som ikke var blevet evakueret, og befriede mange italienske krigsfanger fra lejre.

## Efterspil
|                                                  |
| De tre besættelseszoner: Italiensk Tysk Bulgarsk |

### Tredobbelt besættelse
Den 13. april 1941 udstedte Hitler sit direktiv nr. 27, som illustrerede hans fremtidige politik for besættelsen af Grækenland. Han afsluttede ansvarsfordelingen på Balkan med sit direktiv nr. 31 fra 9. juni samme år. Det græske fastland blev delt mellem Tyskland, Italien og Bulgarien. Tyske styrker besatte de strategisk mest betydningsfulde områder, nemlig Athen, Thessaloniki og det centrale Makedonien samt adskillige øer i Det ægæiske hav, heriblandt det meste af Kreta. Tyskerne besatte også Florina, som både Italien og Bulgarien gjorde krav på. Samme dag som Tsolakoglou tilbød overgivelse, invaderede den bulgarske hær Thrakien. Målet var at få adgang til Det ægæiske hav i det vestlige Thrakien og det østlige Makedonien. Bulgarerne besatte området mellem Strumafloden og en skillelinje gennem Alexandroupoli og Svilengrad vest for Evrosfloden. Resten af Grækenland blev overladt til Italien. Italienske tropper indledte besættelsen af Ionien og de ægæiske øer den 28. april. Den 2. juni besatte de Peleponnes, den 8. juni Thessalien og den 12. juni det meste af Attica.
Besættelsen af Grækenland, som betød forfærdelige lidelser for civilbefolkningen, hvor mange døde af sult, viste sig bekostelig og vanskelig. Den førte til etableringen af adskillige græske modstandsgrupper, som gennemførte guerillaangreb mod besættelsesstyrkerne og etablerede efterretningsnetværk.

### Slaget om Kreta
| Tyske faldskærmstropper lander på Kreta. | Kort over det tyske angreb på Kreta. |

Den 25. april 1941 forlod kong Georg 2. og hans regering det græske fastland og tog til Kreta, som blev angrebet af tyske styrker den 20. maj 1941. Tyskerne indsatte faldskærmsstyrker i en luftbåren invasion og indledte deres offensiv med angreb på tre store flyvepladser på øen i Maleme, Rethymno og Heraklion. Efter syv dages kamp og hård modstand besluttede de allierede militærchefer at situationen var håbløs og gav ordre til en tilbagetrækning fra Sfakia. Den 1. juni 1941 var de allieredes evakuering fra Kreta afsluttet og øen kom under tysk besættelse. I betragtning af de store tab, som den tyske elitedivision 7. luftbårne led, forbød Hitler yderligere luftbårne operationer. General Kurt Student kaldte Kreta for ”de tyske faldskærmstroppers kirkegård" og talte om en "katastrofal sejr." I løbet af natten den 24. maj blev kong Georg 2. og hans regering evakueret fra Kreta til Egypten.

## Vurderinger
Det græske felttog endte med en fuldstændig tysk sejr. Briterne havde ikke de nødvendige militære ressourcer i Mellemøsten til at kunne gennemføre samtidige storstilede operationer i Mellemøsten og på Balkan. Hertil kom, at selv hvis de havde været i stand til at blokere den tyske indtrængen i Grækenland, ville de have været ude af stand til at udnytte situationen med et modangreb ind på Balkan. Briterne var imidlertid meget tæt på at holde fast i Kreta og må oprindelig have haft rimelige udsigter til at kunne fastholde Kreta og måske nogle andre øer, som ville have været ekstremt værdifulde som flybaser hvorfra man kunne støtte flådeoperationer i det østlige Middelhav.
 Ved opremsning af årsagerne til den fuldstændige tyske sejr i Grækenland, lader følgende faktorer til at have været de mest vigtige:
1. Tysklands overlegenhed i styrker på landjorden og udstyr;[119]
2. Tysk luftherredømme kombineret med grækernes manglende evne til at skaffe RAF flere flyvepladser;[120]
3. Utilstrækkeligheden af den britiske ekspeditionsstyrke, da de til rådighed stående imperiestyrker, var små;[119]
4. Den græske armés dårlige forfatning og dens mangel på moderne udstyr;[120]
5. Utilstrækkelige havne, veje og jernbanefaciliteter;[121]
6. Manglende enhedskommando og manglende samarbejde mellem britiske, græske og jugoslaviske styrker;[120]
7. Tyrkiets strenge neutralitet;[120] og
8. Den jugoslaviske modstands hurtige kollaps.[120]

Efter de allieredes nederlag blev beslutningen om at sende britiske styrker ind i Grækenland udsat for kraftig kritik i Storbritannien. Feltmarskal Alan Brooke, lederen af imperiegeneralstaben under 2. verdenskrig, anså interventionen i Grækenland for at være "en klar strategisk fejltagelse", da det fratog Wavell de nødvendige reserver til at kunne afslutte erobringen af Libyen, eller til at kunne modstå offensiven fra Erwin Rommels Afrika Korps i marts. På denne måde forlængede det felttoget i Nordafrika, som ellers kunne være afsluttet i løbet af 1941. I 1947 bad de Guingand den britiske regering om at indrømme de fejltagelser den gjorde, da den fastlagde sin strategi for Grækenland. På den anden side hævdede Buckley at hvis ikke Storbritannien havde opfyldt sin forpligtelse fra 1939 om at forsvare Grækenlands uafhængighed, ville det i alvorlig grad have skadet det etiske grundlag for dets kamp mod Nazityskland. Ifølge historieprofessoren Heinz Richter forsøgte Churchill under felttoget i Grækenland at påvirke den politiske atmosfære i De Forenede Stater, og han insisterede på denne strategi, selv efter nederlaget. Ifølge John Keegan havde "det græske felttog været en gammeldags gentleman-krig, med æret ydet og modtaget af modige modstandere på begge sider" og de græske og allierede tropper, som var i stort undertal, "havde med rette følelsen af at have kæmpet den retfærdige kamp."
Freyberg og Blamey havde også alvorlige betænkeligheder ved gennemførligheden af operationen, men undlod at give udtryk for deres betænkeligheder overfor deres regeringer. Felttoget skabte furore i Australien, da det blev kendt, at da han fik den første advarsel om at skulle til Grækenland den 18. februar var general Blamey bekymret, men undlod at informere den australske regering efter at have fået at vide af general Wavell, at premierminister Robert Menzies allerede havde godkendt planen. Forslaget var ganske vist blevet godkendt på et møde i krigskabinettet i London, hvor Mr. Menzies deltog, men den australske premierminister havde af Churchill fået at vide at såvel Freyberg som Blamey gik ind for ekspeditionen. Den 5. marts skrev Blamey i et brev til Menzies at "planen er naturligvis som jeg frygtede: gradvis afskibning til Europa" og den følgende dag kaldte han operationen for "yderst hasarderet", men da de mente at han var tilhænger af den havde den australske regering allerede afsat de australske imperiestyrker til felttoget i Grækenland.
I 1942 karakteriserede medlemmer af det britiske parlament felttoget i Grækenland som en "politisk og sentimental beslutning". Eden afviste kritikken og hævdede at Storbritanniens beslutning af enstemmig, og hævdede at slaget om Grækenland forsinkede Aksemagternes invasion af Sovjetunionen. Det er et argument, som nogle historikere, såsom Keegan også har anvendt for at vise at den græske modstand kan have været et vendepunkt i 2. verdenskrig. Ifølge Leni Riefenstahl sagde Hitler, at "hvis italienerne ikke havde angrebet Grækenland og fået brug for vor hjælp, ville krigen have taget en anden retning. Vi kunne være kommet den russiske kulde flere uger i forkøbet og erobret Leningrad og Moskva. Der ville ikke have været et Stalingrad". Trods sine betænkeligheder lader de til at Brooke også indrømmede at begyndelsen på felttoget mod Sovjetunionen rent faktisk blev udskudt på grund af Balkanfelttoget. John N. Bradley og Thomas B. Buell konkluderer, at "selv om ingen af faserne i Balkanfelttoget i sig selv tvang tyskerne til at udsætte Barbarossa, tvang det samlede felttog dem naturligvis til at vente." På den anden side kalder Richter Edens argumenter for "historieforfalskning". Basil Liddell Hart og de Guingand hævdede, at selv om Operation Marita forsinkede Aksemagternes invasion af Sovjetunionen var dette ikke nok til at retfærdiggøre den britiske regerings beslutning, fordi dette ikke var dens oprindelige strategiske mål. I 1952 konkluderede den historiske afdeling under det britiske kabinetskontor, at Balkanfelttoget ikke havde nogen betydning for starten på Operation Barbarossa. Ifølge Robert Kirchubel var "hovedårsagen til udsættelsen af starten på Barbarossa fra 15. maj til 22. juni at de logistiske forberedelser ikke var afsluttet, og en usædvanlig våd vinter som betød højvande i floderne indtil sidst på foråret."

## Hyldest til den græske modstand
Under en tale i den tyske Reichstag i 1941 udtrykte Hitler sin beundring for den græske modstand,
og sagde om felttoget: "Historisk retfærdighed tvinger mig til at sige, at blandt de fjender, som rejste sig mod os, kæmpede den græske soldat særligt modigt mod os. Han overgav sig først, når yderligere modstand var blevet umulig og spildt." Føreren gav også ordre til løsladelse og hjemsendelse af alle græske krigsfanger så snart de var blevet afvæbnet, "på grund af deres modige holdning." Ifølge Hitlers stabschef, feltmarskal Wilhelm Keitel, ønskede Føreren "at give Grækenland en ærefuld løsning, som anerkendelse for deres modige kamp, og fordi de ikke var skyld i krigen, det var jo italienerne, som havde startet den."  Inspireret af den græske modstrand under de italienske og tyske invasioner sagde Churchill: "Herefter vil vi ikke sige, at grækerne kæmper som helte, men at helte kæmper som grækere". Som svar på et brev fra Georg 2. den 2. december 1940, udtalte den amerikanske præsident Franklin D. Roosevelt at "alle frie folk er dybt imponeret over den græske nations mod og standhaftighed", og i et brev til den græske ambassadør den 29. oktober 1942 skrev han, at "Grækenland har været et forbillede, som enhver af os må følge indtil de som forstyrrer freden er blevet retfærdigt dømt."

## Yderligere læsning
- Bevin, Alexander (2001). How Hitler Could Have Won World War II: The Fatal Errors That Led to Nazi Defeat (engelsk). Three Rivers Press; Reprint edition. ISBN 0-609-80844-3.
- Carlton, Eric (1992). "Selective Control: Nazi non-Eastern Occupation Policies". Occupation: The Policies and Practices of Military Conquerors (engelsk). Routledge. ISBN 0-415-05846-5.
- Cervi, Mario (1972). The Hollow Legions (engelsk). Chatto and Windus London. ISBN 0-7011-1351-0.
- Hellenic Army General Staff (1997). An Abridged History of the Greek-Italian and Greek-German War (engelsk). Athens: Army History Directorate Editions. OCLC 45409635.
- Lannoy, Francois de (2001). Operation Marita-April 1941: La Guerre dans les Balkans (fransk). Editions Heimdal. ISBN 2-840-48124-3.
- Mazower, Mark (2001). Inside Hitler's Greece: The Experience of Occupation, 1941–44 (engelsk). Yale University Press. ISBN 0-300-08923-6.
- Playfair, Major-General I.S.O.; with Flynn R.N., Captain F.C.; Molony, Brigadier C.J.C. & Toomer, Air Vice-Marshal S.E. (2004) [1st. pub. HMSO 1956].  Butler, J.R.M (red.). The Mediterranean and Middle East, Volume II The Germans come to the help of their Ally (1941). History of the Second World War, United Kingdom Military Series (engelsk). Naval & Military Press. ISBN 1-84574-066-1.
- Rigopoulos, Rigas (2003). Secret War: Greece-Middle East 1940–1945: The Events Surrounding the Story of Service 5-16-5 (engelsk). Turner Publishing Company. ISBN 1-56311-886-6.
- Shores, Christopher (1992). Air War for Yugoslavia, Greece, and Crete 1940–1941 (engelsk). Grub Street. ISBN 0-948817-07-0.
- Stassinopoulos, Costas (2005). Modern Greeks: Greece in World War II: The German Occupation and National Resistance and Civil War (engelsk). American Hellenic Institute Foundation, Inc. ISBN 1-889247-01-4.
- Willingham, Mathew (2005). Perilous Commitments: The Battle for Greece and Crete 1940–1941 (engelsk). Spellmount Publishers. ISBN 1-86227-236-0.
- Zotos, Stephanos (1967). Greece:The Struggle For Freedom (engelsk). ASIN B0006BRA38. {{cite book}}: Cite har en ukendt tom parameter: |unused_data= (hjælp); Teksten "Thomas Crowell Company" ignoreret (hjælp)

## Eksterne kilder
| - "A Great Risk, Australians in Greece and Crete April-May 1941" (engelsk). Department of Veterans' Affairs. maj 2001. Arkiveret fra originalen 20. maj 2009. Hentet 2009-05-05. - Horlington, E. "Brotherhood of veterans of the greek Campaign". WW2 People's War (engelsk). BBC. Hentet 2007-09-12. - "Judgement : The Aggression Against Yugoslavia and Greece" (engelsk). The Avalon Project at Yale Law School. Arkiveret fra originalen 13. oktober 2007. Hentet 2007-09-12. - Moher, John; Christodoulou Dimitris. "The Story of Greece in World War II" (engelsk). World War 2 Greece. Arkiveret fra originalen 27. februar 2009. Hentet 2007-09-12. - "The Greek Campaign" (engelsk). Prisoners of War. Arkiveret fra originalen 6. marts 2012. Hentet 2007-09-12. | - "The Greek Campaign, 1941" (engelsk). Australian War Memorial. Arkiveret fra originalen 6. juni 2007. Hentet 2007-09-12. - "The Invasion and Battle for Greece (Operation Marita)" (engelsk). Feldgrau.com - Research on the German Armed Forces 1918–1945. Arkiveret fra originalen 26. september 2009. Hentet 2007-09-12. - "The Invasion of the Balkans: Yugoslavia, Greece and Crete, 1940–1941". Democracy at War: Canadian Newspapers and the Second World War (engelsk). War Museum. Arkiveret fra originalen 24. april 2008. Hentet 2007-09-12. - Watt, Jock. "Greek Campaign 1940–41". WW2 People's War (engelsk). BBC. Hentet 2007-09-12. - "Lest We Forget". Collection of documents, articles and cartoons from the American Press, regarding Greece in WWII (engelsk). New York, Athenian Press. Distributed by F.W. Saville, 1943. |